# سيدني ستوري
سيدني ستوري (بالإنجليزية: Sydney Storey)‏ هو سياسي أسترالي، ولد في 27 فبراير 1896 في أستراليا، وتوفي في 11 سبتمبر 1966 في أستراليا. حزبياً، نشط في حزب أستراليا المتحدة. وقد انتخب عضو الجمعية التشريعية نيو ساوث ويلز.